# Мањанинс (Удине)
Мањанинс је насеље у Италији у округу Удине, региону Фурланија-Јулијска крајина.
Према процени из 2011. у насељу је живело 49 становника. Насеље се налази на надморској висини од 787 м.